# Polyerata
Polyerata és un gènere d'ocells de la subfamília dels troquilins (Trochilinae) dins la família dels troquílids (Trochilidae).

## Taxonomia
Les espècies que formen aquest gènere eren adés incloses a Amazilia, gènere que es va demostrar polifilètic arran un estudi molecular publicat el 2014.
Aquesta troballa va propiciar que fora ressuscitat el gènere Polyerata. Avui és separat en tres espècies:
- Polyerata amabilis - colibrí amazília amable.
- Polyerata decora - colibrí amazília encantador.
- Polyerata rosenbergi - colibrí amazília de Rosenberg.